# Euploea parallelis
Euploea parallelis är en fjärilsart som beskrevs av Hans Fruhstorfer 1904. Euploea parallelis ingår i släktet Euploea och familjen praktfjärilar. Inga underarter finns listade i Catalogue of Life.